# Рут Колева
Вижте пояснителната страница за други личности с името Рут.
Рут Колева е българска джаз, арендби и соул певица, музикален продуцент, организатор на концерти и активист за човешки права в България.

## Детство и първи конкурси
Родена е на 18 април 1990 г. в София. Баща ѝ е спортистът Неделчо Колев, а майка ѝ е художничка със спортно образование. Има брат близнак. Колева прекарва по-голямата част от детството си в Бахрейн, Индия и Тайланд, където баща ѝ е треньор. На 15-годишна възраст подписва договор с мениджъра Джо Флетчър и заминава за САЩ, където записва първите си песни с композитора Мартин Брайли. По същото време получава и предложение да стане част от лейбъла Illmate заедно с Wosh MC, Logo5 и FARS. Завършва средното си образование в София на 17-годишна възраст, след което учи медии и комуникации в Утрехт, Холандия. Пяла е на една сцена с Боби Макферин, а през 2007 година печели стипендия от фондацията на Стиви Уондър и учи в Hollywood Pop Academy в Лос Анджелис. В ранната си кариера участва в конкурси в България и чужбина. Първата ѝ авторска песен е с Jahmmy Youth и се казва Clean your heart. Написва текста към нея, когато е на 15 години.

## Музикална кариера
Нашумява в България покрай участието си в третия сезон на формата Music Idol, където отпада на малките концерти. Малко след отпадането ѝ от формата, Рут прави първия си хит съвместно с LOGO5, FARS и Wosh, с които записва „Песента“, която е част от рекламна кампания на мобилен оператор. Първият ѝ самостоятелен сингъл е „Близо“. Видеото на песента е режисирано от Иван Москов. През 2010 г. записва песен заедно с френския продуцент и DJ Йоан Симон под псевдонима Найри (Nyree). Песента Scream my name влиза в World Chart Express на MTV на 29 ноември и се задържа там 9 седмици.
На 9 април 2011 г. излиза дебютният ѝ албум Within Whispers, съдържащ 10 песни, сред които дуети с Белослава и вокалиста на Panican Whyasker – Нуфри. През ноември 2011 г. е пуснат вторият сингъл от албума, озаглавен „Защо“. Клипът към него е режисиран от Ива Гочева. Същата година е избрана за „Жена на годината“ на списание GRAZIA, в категория „Музика“ и е най-младият носител на тази награда за България.
През 2011 и 2012 г. прави 3 национални турнета в над 15 града. В средата на 2012 г. пуска първия си англоезичен видео сингъл, „Moving Forward“, който е част от издаденото на 14 септември 2012 г. „Future Sweet“ EP. През същата година е избрана за „Певица на годината“ на Годишните музикални награди на БГ радио.
През 2013 г. участва в риалити формата „Къртицата“, като отпада седмица преди финала на шоуто. По същото време на пазара в Япония излиза албумът ѝ „Future Sweet“ EP. Първият сингъл от втория ѝ албум – „Better“, излиза през юни 2013 г.
На 28 октомври излиза и вторият албум на певицата, озаглавен RUTH. Проектът е записан в Англия и Холандия, е със силно джаз и R&B звучене. Албумът включва дует със Stamina MC. На годишните музикални награди на БГ Радио – 2014 г., албумът RUTH печели наградата за „най-добър албум“. Албумът влиза в класациите UK Soul Chart, както и в плейлистите на BBC и много други международни медии. Продуцентът на Бруно Марс и Ейми Уайнхаус – Марк Ронсън, нарича албума ѝ „невероятен“.
През 2015 г. изнася концерт съвместно със Софийската филхармония в Зала „България“. Специални гости са Стефан Вълдобрев, Орлин Павлов и Рейчъл Роу. Диригент е Владимир Джамбазов. Концертът е излъчен в ефира на БТВ на 24 май 2015 г.
12 февруари 2015 г. Рут получава награда за „най-добра вокалистка“ от JAJ Awards – Inter FM – Япония.
През май 2015 г. е обявена за „най-влиятелната българска певица в социалните мрежи“.
През 2016 г. Рут Колева издава 3 сингъла – Oceans и Run, дело на режисьора Георги Манов, а края на 2016 г. за първи път се качва на сцената на Cotton Club в Токио. По време на престоя си в японската столица, Колева снима и клип към песента „Токио“, която излиза началото на 2017 г. Песента излиза като сингъл с 2 ремикса от DJ Spinna и Kaidi Tatham.
През 2017 г. излиза за първи път в Япония, 5-ия студиен албум на певицата – Confidence. Truth, седмица след издаването му лейбълът P Vine, пуска втори тираж. Confidence. Truth излиза на българския пазар на 17 ноември 2017 г. В продукцията участват музикантите Рон Авант (Snoop Dogg, Anderson.Paak), Jameel Bruuner (The Internet), Gene Coye (Flying Lotus), Софийска филхармония, а продуцент е Георги Линев от северноамериканската група Kan Wakan.
През август същата година излиза и първото EP, издаването от легендарния британски лейбъл BBE (J Dilla, Dj Spinna, Vadim), съвместно с продуцента Boyan – Wake up. В края на 2017 г. Рут става посланик на кинофестивала Cinelibri в София, като създава саундтрака към събитието и прави пърформанс в Зала 1 на НДК на неговото откриване. Същата година реализира и втори разпродаден концерт със Софийска Филхармония в Зала България.
През 2018 г. Рут Колева & The Fingertones реализират първото по рода си европейско турне в нас 15 града. Рут пее и на главната сцена на джаз фестивала Innervisions в о2 арена в Лондон, Nisville и Банско Джаз Фест. През октомври 2018 г. Рут Колева става и първия български R&B/соул изпълнител с турне в Китай.
През септември 2018 г. Колева е включена в класацията „30 под 30“ на списание Forbes за най-успешни българи под 30 годишна възраст.
През юни 2020 г. излиза първият сингъл от петия албум на Рут Колева с наименование „Candy Coated“.

## Социални ангажименти
Освен че се занимава с музика, Рут е и едно от основните лица на фондация „И аз мога“, както и на кампанията на „Ейвън“ срещу рака на гърдата.
През 2018 г. Рут Колева посвещава песента си „What you say to a girl?“ на проблема с домашното насилие в България. Видеото е дело на Вито Бонев, а в клипа участват Цветана Манева, Анастасия Лютова и Анастас Георгиев.
През септември 2020 г. Колева подписва отворено писмо на артисти и културни дейци, подкрепящи анти-правителствените протести и призоваващи за оставки на държавни лица, измежду които премиерът Бойко Борисов, главният прокурор Иван Гешев, главният директор на БНТ Емил Кошлуков и други.

### ЛГБТ активистка
Рут Колева е защитник на гражданските права на ЛГБТ общността в България.
Тя е член на съвета на фондация Single Step.
От 2014 г. е една от основните изпълнители на концерта на София Прайд.

## Дискография

### Студийни албуми
| Година | Заглавие                   |
| ------ | -------------------------- |
| 2011   | Within Whispers            |
| 2012   | Future Sweet EP            |
| 2013   | R U T H                    |
| 2015   | Rhythm Slave (Remix Album) |
| 2017   | Wake Up EP                 |
| 2017   | Confidence. Truth          |

### Сингли
| Година | Вид    | Заглавие                |
| ------ | ------ | ----------------------- |
| 2009   | сингъл | Бряг с цвят най-зелен   |
| 2009   | сингъл | Близо                   |
| 2010   | сингъл | Защо                    |
| 2011   | сингъл | Scream my name          |
| 2012   | сингъл | Moving Forward          |
| 2013   | сингъл | Better                  |
| 2012   | сингъл | Slow Fire               |
| 2013   | сингъл | Dissonant               |
| 2014   | сингъл | Turn This Around        |
| 2014   | сингъл | Clarity (Opolopo Remix) |
| 2015   | сингъл | Все пак                 |
| 2016   | сингъл | Run                     |
| 2016   | сингъл | Oceans                  |
| 2017   | сингъл | Tokyo                   |
| 2017   | сингъл | Светлата Страна         |
| 2017   | сингъл | What you say to a girl? |
| 2018   | сингъл | Wantchu                 |
| 2018   | сингъл | Онзи момент             |
| 2018   | сингъл | Didn't I                |
| 2019   | сингъл | Хиляди                  |
| 2019   | сингъл | Still as far            |
| 2020   | сингъл | Candy Coated            |

## Награди и номинации
Номинации на БГ Радио 2014 г. за
- БГ Певица
- БГ Албум – „RUTH“

Номинации на БГ Радио 2013 г. за
- БГ Певица
- БГ Албум – Future Sweet EP

Номинации на БГ Радио 2012 г. за
- БГ Певица
- БГ Албум – Within Whispers
- БГ Дует (с Белослава)[8]

Номинации на БГ Радио 2010 г. за
- БГ Дебют
- БГ Песен – „Близо“
- БГ Песен – „Бряг с цвят най-зелен“
- БГ Текст – „Близо“
- БГ Текст – „Бряг с цвят най-зелен“
- БГ Видео Клип – „Близо“
- БГ Дует (със Стефан Вълдобрев)

Награди на списание Grazia„Жена на Годината“ – 2010 година
- Категория „Музика“